# Senecio lopez-mirandae
Senecio lopez-mirandae là một loài thực vật có hoa trong họ Cúc. Loài này được Cabrera miêu tả khoa học đầu tiên năm 1953.